# تويستد ميتال (سلسلة)
تويستد ميتال (بالإنجليزية: Twisted Metal)‏ هي سلسلة المركبات القتالية للألعاب فيديو من نشر شركة سوني كمبيوتر إنترتينمنت وبرمجة شركة فيريرس، هذه السلسلة بدأت مع أجهزة البلاي ستيشن عام 1995 في إصدارها الثامن كانت من أكثر الألعاب مبيعا في أمريكا الشمالية حيث تم بيع أكثر من 8 ملايين نسخه وحصلت على المركز 162 من حيث عدد المبيعات لالعاب الفيديو، تعتبر هذه السلسلة الحصرية لشركة سوني والتي استمرت معها وبشكل حصري لمدة 16 سنه من أفضل ما حصلت عليه شركة سوني. نظرة سريعه هي لعبة سيارات يختار فيها اللاعب نوع السلاح الذي يرغب باستخدامه واللاعب الفائز هو الذي يستطيع أن يبقى.

## وصلات خارجية
- Twisted Metal
- Twisted Metal Official Website نسخة محفوظة 18 يوليو 2013 على موقع واي باك مشين.